# Andrea Leone Tottola
Andrea Leone Tottola (Nápoles, segunda mitad del siglo XVIII, muerto en la misma ciudad el 15 de septiembre de 1831) fue un poeta y prolífico libretista italiano, conocido por sus trabajos para Donizetti y Rossini.
Empezó a escribir libretos en 1802, como poeta oficial del Teatro San Carlo de Nápoles y del empresario Doménico Barbaia.
Para Donizetti escribió siete libretos, incluidos los de La zíngara en 1822, Alfredo il Grande en 1823, Gabriella di Vergy en 1826 (rehecho a partir del que había escrito para Michele Carafa en 1816), Il castello di Kenilworth en 1829 e Imelda de' Lambertazzi en 1830.
Para Rossini escribió los libretos de sus óperas serias Mosè in Egitto en 1818, Ermione en 1819, La donna del lago en 1819 y Zelmira en 1822.
Para Vincenzo Bellini escribió el libreto de su primera ópera, Adelson e Salvini en 1825.
También escribió obras que fueron musicadas por Giovanni Pacini, Saverio Mercadante, Johann Simon Mayr, Nicola Vaccai, Errico Petrella, Ferdinando Paer y Manuel García.